# Condado de Tonnerre

Mapa do Reino da França em 1447 com o Condado de Tonnerre nas proximidades do Ducado da Borgonha

O condado de Tonnerre (em latim: pagus Tornodorensis) foi um feudo localizado no norte da região da Borgonha, próximo à cidade de Tonnerre, França. Os Condes de Tonnerre cunharam moedas do século XI até 1315.
O condado tinha a particularidade de depender de três senhores feudais: o bispo de Langres, para os castelos de Tonnerre, Argenteuil, Ligny le Châtel e os feudos que deles dependiam; do Duque de Borgonha para os de Cruzy-le-Châtel, Griselles e Pothières e seus feudos, e do Bispo de Châlon para os de Channes.
Foi elevado a ducado em 1572, em favor de Henri Antoine de Clermont, mas esta elevação não surtiu efeito devido à falta de registro da patente. Até 1789, o condado de Tonnerre era o mais antigo da França.[carece de fontes?] Nunca foi unido à coroa, nem erguido a marquesado ou ducado.